# Bryologi

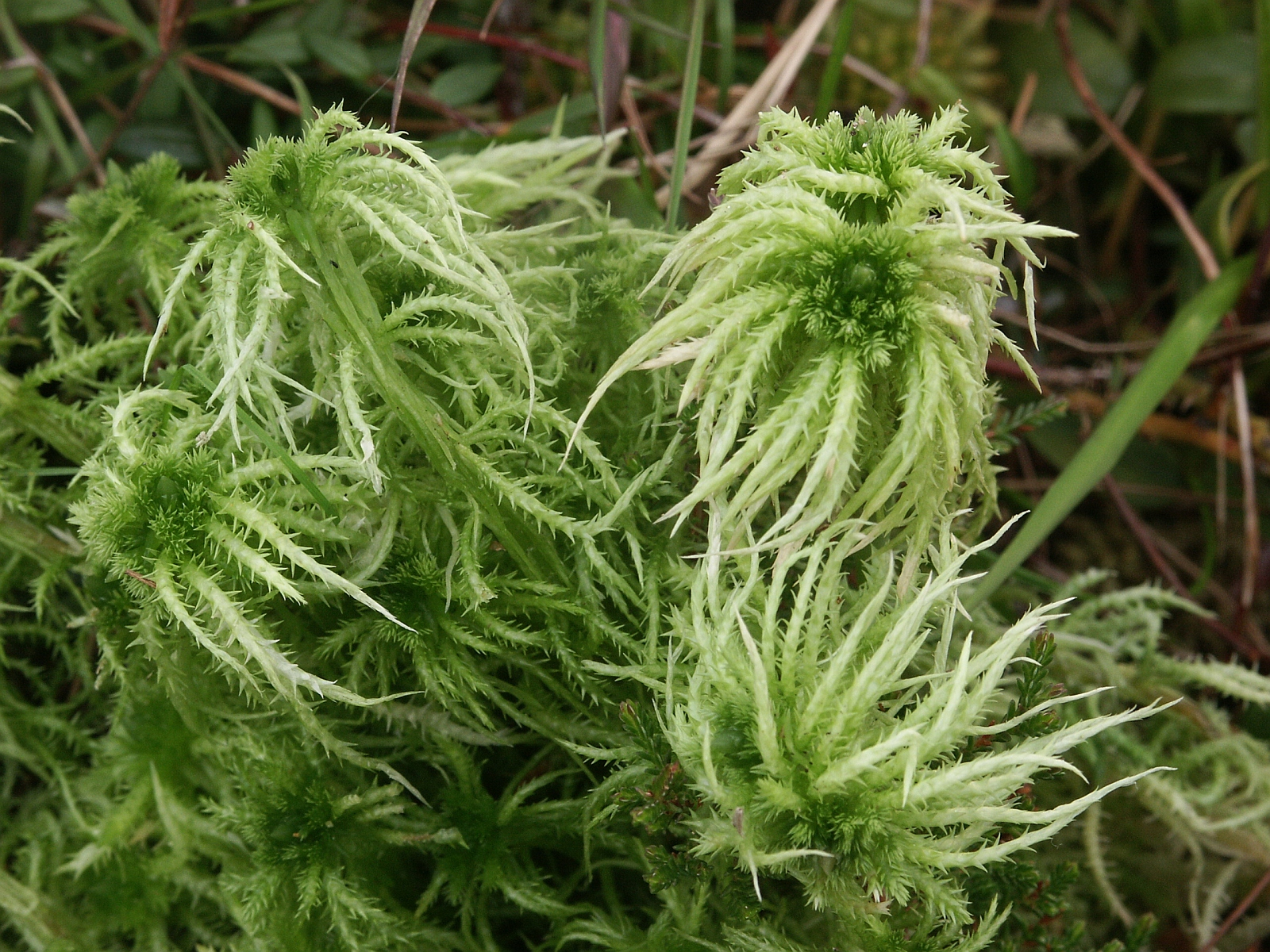
Spärrvitmossa, en vitmossa.

Bryologi är den del av botaniken som studerar mossor, inklusive levermossor, bladmossor och nålfruktsmossor. Dessa små, oftast grönfärgade, icke-blommande växter utgör en vital del av växtriket och är avgörande för ekosystemens hälsa. Mossor skiljer sig från högre växter genom att de saknar verkliga rötter, stjälkar och blad samt kärl för vattentransport, vilket placerar dem i gruppen icke-kärlväxter.
Den som studerar bryologi kallas bryolog. Olof Celsius den äldre grundade den svenska bryologin.[källa behövs]
Namnet bryologi har myntats under inspiration av det grekiska ortet βρύο som betyder mossa.

## Historik och utveckling
Intresset för mossor som vetenskapligt studieobjekt började ta form under 1600-talet, men bryologin som en formellt erkänd disciplin etablerades först under 1800-talet. Studiet av mossor har bidragit till förståelsen av växters evolutionära utveckling samt deras anpassningar till olika miljöer.

## Ekologisk betydelse
Ekologiskt sett spelar mossor en viktig roll i många miljöer. De bidrar till att skapa och bevara jordmånen genom att binda jorden och förhindra erosion. Mossor är också viktiga i vattenkretsloppet eftersom de kan absorbera stora mängder vatten, vilket hjälper till att reglera markfuktigheten och stödja fuktberoende ekosystem. Dessutom fungerar de som indikatorer på miljöförändringar, särskilt relaterade till luftkvalitet och föroreningar. Eftersom de saknar rotsystem och absorberar näring och vatten direkt genom sina blad är de känsliga för förändringar.

## Forskning och användning
Inom bryologin utförs forskning inom flera olika områden, inklusive systematik (klassificering av arter), ekologi, fysiologi, morfologi, fortplantning och bevarandebiologi. Genetiska studier har ökat förståelsen för mossornas diversitet och evolutionära relationer. Mossor används även i biotekniska applikationer, såsom bioindikatorer för miljöövervakning och i grön infrastruktur för stadsutveckling, exempelvis gröna tak.